# Doctor Neo Cortex
Doctor Neo Periwinkle Cortex, (benämns ofta som Doctor Cortex, Neo Cortex, eller bara Cortex), är en fiktiv figur och huvudantagonisten i Crash Bandicoot-serien. Hans namn kommer från neocortex, ett område i hjärnan.
I serien beskrivs Cortex som en galen vetenskapsman som vill uppnå världsherravälde genom att mutera vissa djur. Så småningom skapar han Crash Bandicoot i syfte att han ska leda Cortexs mutantarméer.
Cortex skapades av Andy Gavin och Jason Rubin. Han var ursprungligen designad av Joe Pearson och Charles Zembillas. Mottagandet av Cortex har varit mestadels positiv, speciellt hans framträdande i Crash Twinsanity. Gamesradar rankade Cortex som nr 98 på deras lista "100 best villains in video games".